# Recopa Árabe 1992
La Recopa Árabe 1992 fue la tercera edición de este torneo de fútbol a nivel de clubes del Mundo Árabe y que contó con la participación de 7 equipos campeones de copa de sus respectivos países.
El CO Casablanca de Marruecos retuvo el título al vencer al Al-Sadd SC de Catar en la final jugada en Jeddah, Arabia Saudita y ser el primer equipo que gana el torneo en más de una ocasión.

## Fase de grupos
Todos los partidos se jugaron en el Prince Abdullah Al Faisal Stadium.

### Grupo A
| Club              | J | G | E | P | GF | GC | GD | PTS |
| ----------------- | - | - | - | - | -- | -- | -- | --- |
| Al-Ittihad Jeddah | 2 | 2 | 0 | 0 | 6  | 1  | +5 | 4   |
| AS Marsa          | 2 | 1 | 0 | 1 | 4  | 3  | +1 | 2   |
| Al-Ramtha SC      | 2 | 0 | 0 | 2 | 0  | 6  | −6 | 0   |

| Equipo 1     | Resultado | Equipo 2     |
| ------------ | --------- | ------------ |
| Al-Ittihad   | 2-0       | AS Marsa     |
| AS Marsa     | 4-0       | Al-Ramtha SC |
| Al-Ramtha SC | 1-4       | Al-Ittihad   |

### Grupo B
| Club          | J | G | E | P | GF | GC | GD | PTS |
| ------------- | - | - | - | - | -- | -- | -- | --- |
| CO Casablanca | 3 | 2 | 1 | 0 | 5  | 0  | +5 | 5   |
| Al-Sadd       | 3 | 1 | 1 | 1 | 6  | 4  | +2 | 3   |
| Al-Merrikh    | 3 | 0 | 2 | 1 | 2  | 4  | −2 | 2   |
| Haifa SC      | 3 | 0 | 2 | 1 | 1  | 6  | −5 | 2   |

| Equipo 1      | Resultado | Equipo 2      |
| ------------- | --------- | ------------- |
| CO Casablanca | 3-0       | Al-Sadd SC    |
| Haifa SC      | 1-1       | Al-Merrikh SC |
| Al-Merrikh SC | 0-2       | CO Casablanca |
| Haifa SC      | 0-5       | Al-Sadd SC    |
| CO Casablanca | 0-0       | Haifa SC      |
| Al-Sadd SC    | 1-1       | Al-Merrikh SC |

## Fase final
|  | Semifinales             | Semifinales          |   |  | Final                   | Final |  |
|  |                         |                      |   |  |                         |       |  |
|  |                         |                      |   |  |                         |       |  |
|  | Jeddah, 25 de noviembre |                      |   |  |                         |       |  |
|  | Al-Ittihad              | 0                    |   |  |                         |       |  |
|  | Al-Sadd SC              | 2                    |   |  |                         |       |  |
|  |                         |                      |   |  |                         |       |  |
|  |                         |                      |   |  | Jeddah, 27 de noviembre |       |  |
|  |                         |                      |   |  | Al-Sadd SC              | 0     |  |
|  |                         | CO Casablanca (t.e.) | 2 |  |                         |       |  |
|  |                         |                      |   |  |                         |       |  |
|  |                         |                      |   |  |                         |       |  |
|  |                         |                      |   |  | Tercer lugar            |       |  |
|  | Jeddah, 25 de noviembre |                      |   |  |                         |       |  |
|  | CO Casablanca           | 4                    |   |  |                         |       |  |
|  | AS Marsa                | 0                    |   |  |                         |       |  |

## Campeón
| Recopa Árabe 1992        |
| ------------------------ |
| Bandera de Marruecos     |
| CO Casablanca 2.º título |